# Corneareflex
Een corneareflex is het onwillekeurig sluiten van de oogleden bij tactiele prikkeling van het hoornvlies (cornea). De functie is het beschermen van de cornea tegen beschadiging door binnenvliegende insecten en rondvliegende deeltjes zoals stof e.d.
De musculus orbicularis oculi (kringspier rond oog) trekt samen, wanneer het hoornvlies (de cornea) wordt aangeraakt (de oogleden sluiten dan). Het afferente deel van deze reflex bestaat uit de nervus ophthalmicus welke onderdeel is van de 5e hersenzenuw; de nervus trigeminus, en het efferente deel uit de 7e hersenzenuw;  nervus facialis.
De afwezigheid van de corneareflex is een van de tests die vereist is om hersendood te kunnen vaststellen.